# Ковалевський Микола Миколайович
Мико́ла Микола́йович Ковале́вський (3 вересня 1892, Чернігівщина — 18 серпня 1957, Інсбрук) — міністр земельних справ УНР. Український політичний діяч, кооператор і публіцист, поет. Автор мемуарів, виданих в Австрії.

## Біографія
Народився 3 вересня 1892 року на хуторі Іванівка Сосницького повіту Чернігівської губернії (за іншими даними — с. Крупи Люблінського воєводства, нині Польща) у дворянській родині.
Навчався в Чернігівській гімназії. 1912 року закінчив гімназію в місті Радом (нині Польща). Навчався на історико-філологічному факультеті Московського університету, економічному відділенні Київського комерційного інституту (не закінчив). Активіст українських студентських громад.
1914 увійшов до Київського комітету українських есерів УПСР, співавтор проєкту партійної програми, брав участь у підготовці демонстрації протесту проти заборони царатом святкування 100-річчя від дня народження Т. Шевченка. У лютому 1914 — ув'язнений, утримувався у Лук'янівській в'язниці, звільнений за браком доказів. Від кінця 1914 працював у кооперації на Полтавщині. 1916 прийнятий до Полтавського осередку Товариства українських поступовців, одночасно працював у Київському центрі українських есерів. Діяльний учасник установчого з'їзду УПСР 17—18 (4—5) квітня 1917, з липня — голова УПСР.
Під час роботи Всеукраїнського національного конгресу 1917 обраний членом Української Центральної Ради від Полтавської губернії та членом Малої Ради. У травні 1917 брав участь у переговорах делегації УЦР із Тимчасовим урядом у Петрограді. 10—16 червня 1917 брав активну участь у проведенні Першого Всеукраїнського селянського з'їзду де був обраний у ЦК новоутвореної Української селянської спілки. Очолював редколегію газети «Народна воля» — спільного органу Української селянської спілки і УПСР. У листопаді 1917 входив до складу Крайового комітету по охороні революції в Україні. У листопаді 1917 — квітні 1918 — генеральний секретар продовольчих справ і міністр продовольчих справ Української Народної Республіки. У січні 1919 — депутат Трудового конгресу України. За Директорії УНР — міністр земельних справ в урядах С. Остапенка, Б. Мартоса, І. Мазепи.
Від 1920 — на еміграції. Спершу жив у Відні, очолював одну з груп УПСР. Від 1927 мешкав у Варшаві, співпрацював з українськими й польськими часописами: «Літературно-науковий вістник» (Львів), варшавськими — «Biuletyń Polsko-Ukraiński», двомісячник «Sprawy Narodowościowe», квартальник «Wschód» та ін.; був дир. пресової «Agencji Telegraficznej Express»; співпрацював з Інститутом дослідження національних справ у Варшаві. У роки Другої світової війни — у Румунії, був співредактором журналу «Наше життя» (Бухарест; 1940—42). Після Другої світової війни деякий час мешкав в Австрії; від 1950 — редактор агентства «Express-Pressedienst» (Інсбрук); голова Українського допомогового комітету в Австрії; брав участь у підготовці «Енциклопедії українознавства», співпрацював з Інститутом з вивчення СРСР у Мюнхені (Німеччина).
12 вересня 2020 року під час святкування дня міста у Сосниці, Чернігівської області, урочисто відкрито пам’ятний знак на честь свого земляка — Миколи Ковалевського.

## Твори
- Україна під червоним ярмом. — Варшава; Львів, 1937.
- Polityka narodowościowa na Ukrainie Sowieckiej: Zarys ewolucji stosunków w latach 1917—1937. — Jerozolima, 1947 [Архівовано 17 Червня 2020 у Wayback Machine.].
- Опозиційні рухи в Україні і національна політика СССР (1920—1954) [Архівовано 27 Квітня 2015 у Wayback Machine.]. — Мюнхен, 1955.
- При джерелах боротьби: Спомини, враження, рефлексії [Архівовано 1 Березня 2017 у Wayback Machine.]. — Інсбрук, 1960.